# الشركة الجهوية للنقل بجندوبة
الشركة الجهوية للنقل بجندوبة شركة حكومية تونسية مكلفة بالنقل العمومي عبر الحافلات في ولاية جندوبة وبينها وولايات أخرى.